# Lista monarhilor cu cea mai lungă domnie
Lista monarhilor cu cea mai lungă domnie din toate timpurile cuprinde monarhii care au domnit mai mult de 50 de ani, ordonați după durata domniei.
- Monarhii care domnesc în prezent sunt evidențiați cu verde.
- Lista nu conține monarhii statelor suverane din cadrul Sfântului Imperiu Roman.
- Lista nu conține pretendenți la tron sau monarhi care nu au un statut oficial (de exemplu, conducători tradiționali africani).

## Monarhii despre care se știe exact cât au domnit
| Nr. | Nume                                  | Stat                                   | Domnia                          | Domnia             | Durata                 | Durata                                     |  |
| Nr. | Nume                                  | Stat                                   | De la                           | Până la            | (zile)                 | (ani, zile)                                |  |
| --- | ------------------------------------- | -------------------------------------- | ------------------------------- | ------------------ | ---------------------- | ------------------------------------------ |  |
| 1   | Sobhuza al II-lea                     | Swaziland                              | 10 decembrie 1899               | 21 august 1982     | 30.204                 | 82 ani, 254 zile                           |  |
| 2   | Idris ibni Muhammad al-Qadri          | Tampin (Negeri Sembilan, Malaezia)     | între 1 mai 1929 și 31 mai 1929 | 26 decembrie 2005  | între 27.968 și 27.998 | între 76 ani, 209 zile și 76 ani, 239 zile |  |
| 3   | Mudhoji IV Rao Naik Nimbalkar         | Phaltan (India)                        | 7 decembrie 1841                | 17 octombrie 1916  | 27.342                 | 74 ani, 315 zile                           |  |
| 4   | Bhagvat Singh Sahib                   | Gondal (India)                         | 14 decembrie 1869               | 10 martie 1944     | 27.114                 | 74 ani, 87 zile                            |  |
| 5   | Georg Wilhelm                         | Schaumburg-Lippe                       | 13 februarie 1787               | 21 noiembrie 1860  | 26.944                 | 73 ani, 282 zile                           |  |
| 6   | Karl Frederic                         | Baden                                  | 12 mai 1738                     | 10 iunie 1811      | 26.691                 | 73 ani, 29 zile                            |  |
| 7   | Ludovic al XIV-lea                    | Franța                                 | 14 mai 1643                     | 01 septembrie 1715 | 26.407                 | 72 ani, 110 zile                           |  |
| 8   | Parashuramrao Shrinivas               | Aundh (India)                          | 30 august 1777                  | 11 iunie 1848      | 25.852                 | 70 ani, 286 zile                           |  |
| 9   | Jagatjit Singh Bahadur                | Kapurthala (India)                     | 3 septembrie 1877               | 5 mai 1948         | 25.811                 | 70 ani, 245 zile                           |  |
| 10  | Elisabeta a II-a a Regatului Unit     | Teritoriile Commonwealth               | 6 februarie 1952                | 8 septembrie 2022  | 25.782                 | 70 ani, 214 zile                           |  |
| 11  | Bhumibol Adulyadej (Rama al IX-lea)   | Thailanda                              | 09 iunie 1946                   | 13 octombrie 2016  | 25.694                 | 70 ani, 126 zile                           |  |
| 12  | Johann al II-lea                      | Liechtenstein                          | 12 noiembrie 1858               | 11 februarie 1929  | 25.658                 | 70 ani, 91 zile                            |  |
| 13  | Karl August                           | Saxa-Weimar-Eisenach                   | 28 mai 1758                     | 14 iunie 1828      | 25.584                 | 70 ani, 17 zile                            |  |
| 14  | Alberic I Cybo-Malaspina              | Ducatul de Massa și Carrara            | 6 iunie 1553                    | 18 ianuarie 1623   | 25.428                 | 69 ani, 226 zile                           |  |
| 15  | Frederic al V-lea                     | Hesse-Homburg                          | 07 februarie 1751               | 20 ianuarie 1820   | 25.183                 | 68 ani, 347 zile                           |  |
| 16  | Vikramatji Khimojiraj                 | Porbandar (India)                      | 20 iunie 1831                   | 21 aprilie 1900    | 25.142                 | 68 ani, 305 zile                           |  |
| 17  | Mummadi Krishnaraja Wodeyar           | Mysore (India)                         | 30 iunie 1799                   | 27 martie 1868     | 25.107                 | 68 ani, 271 zile                           |  |
| 18  | Muhammad Jiwa Zainal Adilin al II-lea | Kedah, Malaezia                        | 15 februarie 1710               | 23 septembrie 1778 | 25.057                 | 68 ani, 220 zile                           |  |
| 19  | Sawant Singh                          | Pratapgarh (India)                     | 26 octombrie 1775               | 5 ianuarie 1844    | 24.907                 | 68 ani, 71 zile                            |  |
| 20  | K'inich Janaab' Pakal I               | Palenque (Mexic)                       | 29 iulie 615                    | 31 august 683      | 24.870                 | 68 ani, 33 zile                            |  |
| 21  | Francisc Iosif I                      | Austro-Ungaria                         | 02 decembrie 1848               | 21 noiembrie 1916  | 24.825                 | 67 ani, 355 zile                           |  |
| 22  | Aliénor                               | Aquitania                              | 9 aprilie 1137                  | 1 aprilie 1204     | 24.464                 | 66 ani, 358 zile                           |  |
| 23  | Amarsinhji                            | Wankaner (India)                       | 12 iunie 1881                   | 15 februarie 1948  | 24.353                 | 66 ani, 248 zile                           |  |
| 24  | Constantin al VIII-lea                | Imperiul Bizantin                      | 30 martie 962                   | 11 noiembrie 1028  | 24.332                 | 66 ani, 226 zile                           |  |
| 25  | Khengarji al III-lea                  | Cutch (India)                          | 19 decembrie 1875               | 15 ianuarie 1942   | 24.133                 | 66 ani, 27 zile                            |  |
| 26  | Sulaiman Șarif ul-'Alam Șah           | Sultanatul Serdang                     | 20 decembrie 1879               | 04 decembrie 1945  | 24.090                 | 65 ani, 349 zile                           |  |
| 27  | Vasile al II-lea                      | Imperiul Bizantin                      | 22 aprilie 960                  | 15 decembrie 1025  | 23.977                 | 65 ani, 237 zile                           |  |
| 28  | Ferdinand al III-lea                  | Sicilia                                | 06 octombrie 1759               | 04 ianuarie 1825   | 23.831                 | 65 ani, 90 zile                            |  |
| 29  | Ioan I                                | Bretania                               | 21 octombrie 1221               | 08 octombrie 1286  | 23.728                 | 64 ani, 352 zile                           |  |
| 30  | Sayajirao Gaekwad al III-lea          | Baroda (India)                         | 27 mai 1875                     | 06 februarie 1939  | 23.571                 | 64 ani, 196 zile                           |  |
| 31  | Ibrahim                               | Johor (Malaezia)                       | 04 iunie 1895                   | 08 mai 1959        | 23.348                 | 63 ani, 338 zile                           |  |
| 32  | Victoria                              | Imperiul Britanic                      | 20 iunie 1837                   | 22 ianuarie 1901   | 23.226                 | 63 ani, 216 zile                           |  |
| 33  | Frederic Augustus I                   | Saxonia                                | 17 decembrie 1763               | 05 mai 1827        | 23.149                 | 63 ani, 139 zile                           |  |
| 34  | Isa ibn Ali Al Khalifa                | Bahrain                                | 01 decembrie 1869               | 09 decembrie 1932  | 23.018                 | 63 ani, 8 zile                             |  |
| 35  | Iacob I                               | Aragon (Spania)                        | 12 septembrie 1213              | 27 iulie 1276      | 22.964                 | 62 ani, 319 zile                           |  |
| 36  | Bernhard al II-lea                    | Saxa-Meiningen                         | 24 decembrie 1803               | 20 septembrie 1866 | 22.916                 | 62 ani, 270 zile                           |  |
| 37  | Muhammad Ibrahim Khan Salarzai        | Tonk (India)                           | 20 decembrie 1867               | 23 iunie 1930      | 22.830                 | 62 ani, 185 zile                           |  |
| 38  | Saqr bin Mohammad al-Qassimi          | Ras Al Khaimah (Emiratele Arabe Unite) | 17 iulie 1948                   | 27 octombrie 2010  | 22.747                 | 62 ani, 102 zile                           |  |
| 39  | Nahar Singh                           | Shahpura (India)                       | 21 aprilie 1870                 | 24 iunie 1932      | 22.709                 | 62 ani, 64 zile                            |  |
| 40  | Hirohito (Shōwa)                      | Japonia                                | 25 decembrie 1926               | 07 ianuarie 1989   | 22.659                 | 62 ani, 13 zile                            |  |
| 41  | Kangxi                                | Dinastia Qing (China)                  | 07 februarie 1661               | 20 decembrie 1722  | 22.595                 | 61 ani, 316 zile                           |  |
| 42  | Abdul Halim                           | Kedah (Malaezia)                       | 22 septembrie 1881              | 13 mai 1943        | 22.512                 | 61 ani, 233 zile                           |  |
| 43  | Paku Alam al VIII-lea                 | Pakualaman (Indonezia)                 | 12 aprilie 1937                 | 11 septembrie 1998 | 22.432                 | 61 ani, 152 zile                           |  |
| 44  | Lakshman Singh                        | Banswara (India)                       | 2 februarie 1844                | 29 aprilie 1905    | 22.366                 | 61 ani, 86 zile                            |  |
| 45  | Ranbir Singh                          | Jind (India)                           | 7 martie 1887                   | 31 martie 1948     | 22.304                 | 61 ani, 24 zile                            |  |
| 46  | Qianlong                              | Dinastia Qing (China)                  | 18 octombrie 1735               | 08 februarie 1796  | 22.028                 | 60 ani, 113 zile                           |  |
| 47  | Frederic Günther                      | Schwarzburg-Rudolstadt                 | 28 aprilie 1807                 | 28 iunie 1867      | 21.976                 | 60 ani, 61 zile                            |  |
| 48  | Pakubuwono al XII-lea                 | Surakarta (Indonezia)                  | 11 iunie 1944                   | 11 iunie 2004      | 21.915                 | 60 ani, 0 zile                             |  |
| 49  | Christian al IV-lea                   | Danemarca                              | 04 aprilie 1588                 | 28 februarie 1648  | 21.879                 | 59 ani, 330 zile                           |  |
| 50  | Abdul Halim                           | Kedah (Malaezia)                       | 15 iulie 1958                   | 11 septembrie 2017 | 24.352                 | 66 ani, 245 zile                           |  |
| 51  | George al III-lea                     | Regatul Unit                           | 25 octombrie 1760               | 29 ianuarie 1820   | 21.644                 | 59 ani, 96 zile                            |  |
| 52  | Honoré al III-lea                     | Monaco                                 | 07 noiembrie 1733               | 19 ianuarie 1793   | 21.623                 | 59 ani, 73 zile                            |  |
| 53  | Barnim I                              | Pomerania-Stettin                      | 23 ianuarie 1220                | 13 decembrie 1278  | 21.509                 | 58 ani, 324 zile                           |  |
| 54  | Ludovic al XV-lea                     | Franța                                 | 01 septembrie 1715              | 10 mai 1774        | 21.436                 | 58 ani, 251 zile                           |  |
| 55  | Pedro al II-lea                       | Brazilia                               | 07 aprilie 1831                 | 15 noiembrie 1889  | 21.407                 | 58 ani, 222 zile                           |  |
| 56  | Ludovic I                             | Saluzzo                                | octombrie 1416                  | 8 aprilie 1475     | 21.373                 | 58 ani, 189 zile                           |  |
| 57  | Nikola I                              | Muntenegru                             | 13 august 1860                  | 26 noiembrie 1918  | 21.288                 | 58 ani, 105 zile                           |  |
| 58  | Honoré I                              | Monaco                                 | 22 august 1523                  | 7 octombrie 1581   | 21.231                 | 58 ani, 46 zile                            |  |
| 59  | Wilhelmina                            | Țările de Jos                          | 23 noiembrie 1890               | 04 septembrie 1948 | 21.104                 | 57 ani, 286 zile                           |  |
| 60  | Iacob al VI-lea                       | Scoția                                 | 24 iulie 1567                   | 27 martie 1625     | 21.066                 | 57 ani, 246 zile                           |  |
| 61  | Ma'ad al-Mustansir Billah             | Califatul Fatimid (Egipt)              | 13 iunie 1036                   | 10 ianuarie 1094   | 21.030                 | 57 ani, 211 zile                           |  |
| 62  | Afonso I                              | Portugalia                             | 24 iunie 1128                   | 6 decembrie 1185   | 20.984                 | 57 ani, 165 zile                           |  |
| 63  | Honoré al II-lea                      | Monaco                                 | 29 noiembrie 1604               | 10 ianuarie 1662   | 20.861                 | 57 ani, 42 zile                            |  |
| 64  | Conrad I                              | Burgundia                              | 11 iulie 937                    | 19 octombrie 993   | 20.554                 | 56 ani, 100 zile                           |  |
| 65  | Alfonso al VIII-lea                   | Regatul Castiliei (Spania)             | 31 august 1158                  | 05 octombrie 1214  | 20.489                 | 56 ani, 35 zile                            |  |
| 66  | Henric al III-lea                     | Anglia                                 | 19 octombrie 1216               | 16 noiembrie 1272  | 20.482                 | 56 ani, 28 zile                            |  |
| 67  | Rainier al III-lea                    | Monaco                                 | 09 mai 1949                     | 06 aprilie 2005    | 20.421                 | 55 ani, 332 zile                           |  |
| 68  | Abdullah I Al-Sabah                   | Kuweit                                 | 5 septembrie 1758               | 3 mai 1814         | 20.328                 | 55 ani, 240 zile                           |  |
| 69  | Abdul Majid Khan al II-lea            | Savanur (India)                        | 26 iulie 1892                   | 8 martie 1948      | 20.313                 | 55 ani, 226 zile                           |  |
| 70  | Sisavang Vong                         | Laos                                   | 26 martie 1904                  | 29 octombrie 1959  | 20.305                 | 55 ani, 217 zile                           |  |
| 71  | Ganga Singh                           | Bikaner (India)                        | 19 august 1887                  | 2 februarie 1943   | 20.255                 | 55 ani, 167 zile                           |  |
| 72  | Ernst I                               | Saxa-Altenburg                         | 03 august 1853                  | 07 februarie 1908  | 19.910                 | 54 ani, 188 zile                           |  |
| 73  | Putra ibni Syed Hassan Jamalullail    | Perlis (Malaezia)                      | 4 decembrie 1945                | 16 aprilie 2000    | 19.857                 | 54 ani, 134 zile                           |  |
| 74  | Ishwari Prasad Narayan Singh          | Benares (India)                        | 4 aprilie 1835                  | 13 iunie 1889      | 19.794                 | 54 ani, 70 zile                            |  |
| 75  | Wilhelm al VIII-lea                   | Ducatul de Braunschweig                | 10 septembrie 1830              | 18 octombrie 1884  | 19.762                 | 54 ani, 38 zile                            |  |
| 76  | Sajjan Singh                          | Ratlam (India)                         | 20 ianuarie 1893                | 3 februarie 1947   | 19.736                 | 54 ani, 14 zile                            |  |
| 77  | Leopold al IV-lea                     | Anhalt-Dessau                          | 09 august 1817                  | 22 mai 1871        | 19.644                 | 53 ani, 286 zile                           |  |
| 78  | Cosimo al III-lea de' Medici          | Toscana                                | 23 mai 1670                     | 31 octombrie 1723  | 19.518                 | 53 ani, 161 zile                           |  |
| 79  | Foulque al III-lea                    | Anjou                                  | 21 iulie 987                    | 21 iunie 1040      | 19.328                 | 52 ani, 336 zile                           |  |
| 80  | Muhammad Iftikhar 'Ali Khan Bahadur   | Jaora (India)                          | 6 martie 1895                   | 18 decembrie 1947  | 19.279                 | 52 ani, 287 zile                           |  |
| 81  | Frederic al II-lea                    | Sicilia                                | 17 mai 1198                     | 13 decembrie 1250  | 19.203                 | 52 ani, 210 zile                           |  |
| 82  | Waghji al II-lea                      | Morbi (India)                          | 17 februarie 1870               | 11 iunie 1922      | 19.106                 | 52 ani, 114 zile                           |  |
| 83  | Tahmasp I                             | Imperiul Persan, Dinastia Safevidă     | 23 mai 1524                     | 14 mai 1576        | 18.984                 | 51 ani, 357 zile                           |  |
| 84  | Henric I                              | Brandenburg-Stendal                    | 4 aprilie 1266                  | 14 februarie 1318  | 18.943                 | 51 ani, 316 zile                           |  |
| 85  | Haakon al VII-lea                     | Norvegia                               | 18 noiembrie 1905               | 21 septembrie 1957 | 18.935                 | 51 ani, 307 zile                           |  |
| 86  | Frederic Francisc I                   | Mecklenburg-Schwerin                   | 24 aprilie 1785                 | 01 februarie 1837  | 18.910                 | 51 ani, 283 zile                           |  |
| 87  | Umed Singh II                         | Kota, Rajasthan (India)                | 11 iunie 1889                   | 27 decembrie 1940  | 18.826                 | 51 ani, 199 zile                           |  |
| 88  | Said bin Sultan                       | Muscat și Oman                         | 20 noiembrie 1804               | 04 iunie 1856      | 18.824                 | 51 ani, 197 zile                           |  |
| 89  | Yeongjo                               | Dinastia Joseon (Coreea)               | 30 august 1724                  | 5 martie 1776      | 18.815                 | 51 ani, 188 zile                           |  |
| 90  | Constantin al VII-lea                 | Imperiul Bizantin                      | 15 mai 908                      | 9 noiembrie 959    | 18.805                 | 51 ani, 178 zile                           |  |
| 91  | Franz Josef al II-lea                 | Liechtenstein                          | 25 iulie 1938                   | 13 noiembrie 1989  | 18.739                 | 51 ani, 111 zile                           |  |
| 92  | Mir Ali Murad Khan Talpur             | Khairpur (India)                       | 20 decembrie 1842               | 2 aprilie 1894     | 18.731                 | 51 ani, 103 zile                           |  |
| 93  | Udai Singh al II-lea Sahib Bahadur    | Dungarpur (India)                      | 19 decembrie 1846               | 13 februarie 1898  | 18.684                 | 51 ani, 56 zile                            |  |
| 94  | Frederic I                            | Baden                                  | 05 septembrie 1856              | 28 septembrie 1907 | 18.649                 | 51 ani, 23 zile                            |  |
| 95  | Pedro al IV-lea                       | Aragon (Spania)                        | 24 ianuarie 1336                | 06 ianuarie 1387   | 18.610                 | 50 ani, 347 zile                           |  |
| 96  | Sigismund                             | Ungaria                                | 31 martie 1387                  | 09 decembrie 1437  | 18.515                 | 50 ani, 253 zile                           |  |
| 97  | Pōmare al IV-lea                      | Tahiti                                 | 11 ianuarie 1827                | 17 septembrie 1877 | 18.512                 | 50 ani, 249 zile                           |  |
| 98  | Mwambutsa al IV-lea                   | Burundi                                | 16 decembrie 1915               | 08 iulie 1966      | 18.467                 | 50 ani, 204 zile                           |  |
| 99  | Eduard al III-lea                     | Anglia                                 | 25 ianuarie 1327                | 21 iunie 1377      | 18.410                 | 50 ani, 147 zile                           |  |
| 100 | Ioana de Castilia                     | Regatul Castiliei (Spania)             | 26 noiembrie 1504               | 12 aprilie 1555    | 18.399                 | 50 ani, 137 zile                           |  |
| 101 | Ivan al IV-lea                        | Rusia                                  | 03 decembrie 1533               | 18 martie 1584     | 18.378                 | 50 ani, 116 zile                           |  |
| 102 | Niladhar Singh Deo                    | Sonepur, Odisha (India)                | 27 iulie 1841                   | 9 septembrie 1891  | 18.306                 | 50 ani, 44 zile                            |  |

1. ↑  Aliénor sau Eleanor de Aquitania a fost ducesă a Aquitaniei de drept, chiar dacă legea medievală a impus ca soții (Ludovic al VII-lea al Franței, Henric al II-lea al Angliei) și fiii ei (Richard I și Ioan al Angliei) să domnească împreună cu ea.
2. ↑  A fost și Regent pentru tatăl lui, Împăratul Taishō, de la 29 noiembrie 1921 până la urcarea sa pe tron.